# Tiberios

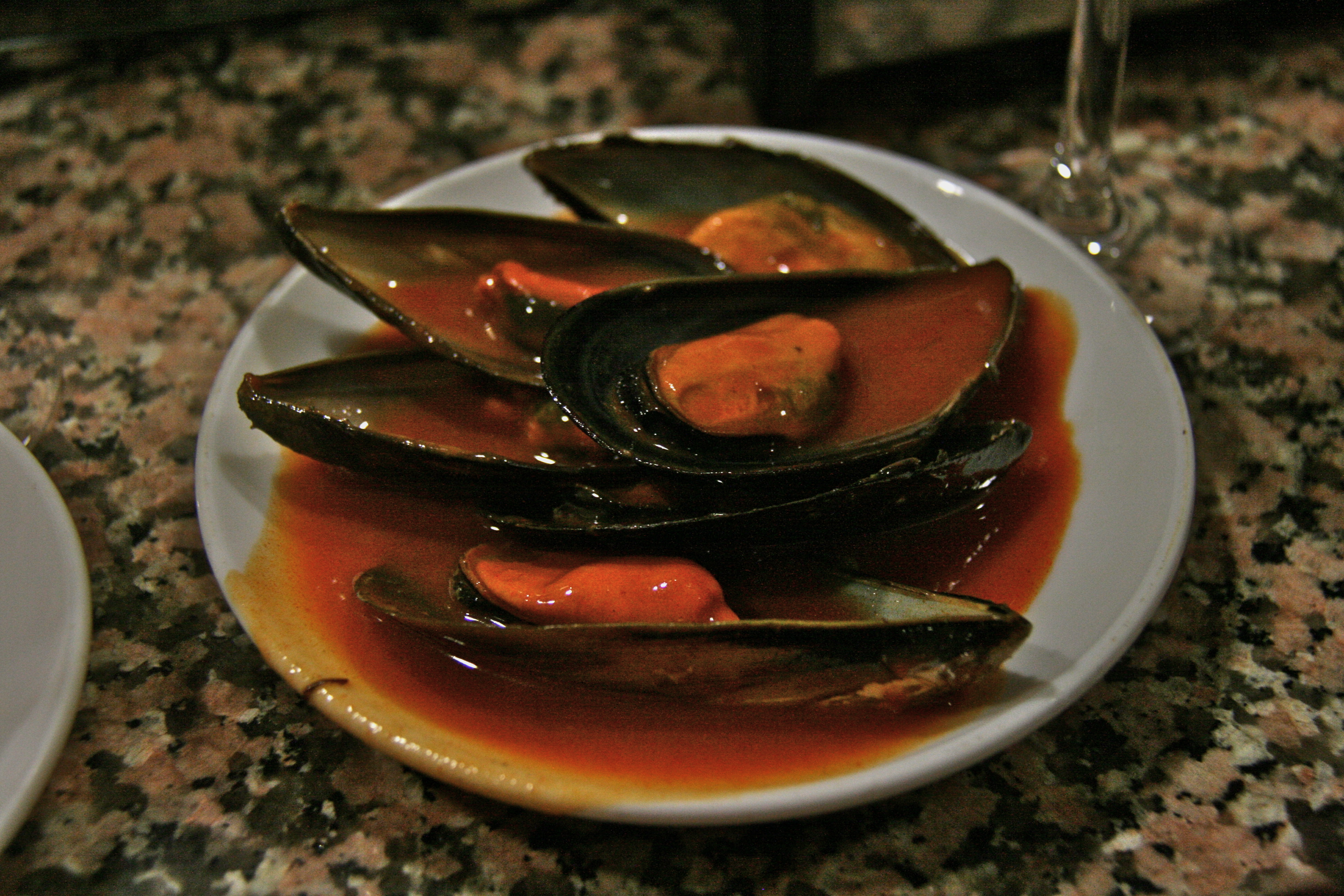
Unos mejillones con su salsa de pimentón.

Se denomina tiberios a una preparación de mejillones preparados al vapor y servidos con una salsa elaborada con su propio caldo de cocción a la que se añade un poco de pimentón de la Vera, lo que le da un sabor característico ligeramente ahumado. Se trata de una preparación muy típica de la cocina de Zamora que es invención del Bar Bambú (Calle de Alfonso de Castro 12). 

## Características
Se suele preparar con mejillones que se cuecen al vapor en una cazuela para que se abran, de la cocción se reserva el caldo. Se pica ajo y cebolla que se pochan en una sartén. A veces se añade una porción de harina y de pimentón que se añade al caldo de los mejillones. Se pasa por el pasapuré el caldo con sus ingredientes. Esta salsa se añade a los mejillones y se deja cocer un rato. Al servir, se ponen los mejillones en una fuente y se vierte la salsa por encima.